# Jacurso
Jacurso est une commune de la province de Catanzaro dans la région Calabre en Italie.

## Administration
| Période                                  | Période  | Identité           | Étiquette | Qualité |
| ---------------------------------------- | -------- | ------------------ | --------- | ------- |
| 30 mai 2006                              | En cours | Gianfranco De Vito |           |         |
| Les données manquantes sont à compléter. |          |                    |           |         |

### Communes limitrophes
Cortale, Curinga, Filadelfia, Maida, Polia, San Pietro a Maida